# L'Huissier
Pour l'adaptation, voir L'Huissier (téléfilm).
L'Huissier est un apologue de Marcel Aymé, parue en 1941 dans Paris-Toujours.

## Historique
L'Huissier paraît d'abord dans le Paris-Toujours du 1er janvier 1941, puis est reprise en avril 1943 dans le recueil de nouvelles Le Passe-muraille, le quatrième de l'auteur.

## Résumé
Malicorne, un huissier de justice, membre du Ministère, n'est pas un homme excellent, mais il n'est pas pour autant mauvais.
Il meurt pendant son sommeil. Arrivé au ciel, il est jugé, et on décide qu'on ne peut pas le laisser aller ni au paradis, ni en enfer. On l'envoie donc sur Terre de nouveau, pour qu'il fasse une bonne action qui lui permettra de se rattraper et d'aller au paradis.
Malicorne donne de l'argent à tous  et écrit dans un cahier toutes ses bonnes actions.
Un jour, il va chez un de ses clients où il est témoin d'une scène de brutalité : son ami crie après une pauvre et innocente employée (couturière) en lui demandant son argent. L'huissier s'interpose par le geste et défend la femme en disant : « À bas les propriétaires ! », et que son ami était un sale propriétaire. Alors, celui-ci, effrayé, tue Malicorne, qui tombe à terre, et se réveille en compagnie de Saint-Pierre et de Dieu. Ils lui disent qu'il n'a fait qu'une bonne action ; Malicorne se recrie en disant qu'il avait fait plusieurs "milliers" de bonnes actions. Saint-Pierre n'est pas d'accord et lui explique que sa seule bonne action a été de défendre la femme. Dieu et Saint-Pierre décident alors d'envoyer l'huissier vers le Paradis.

## Adaptation
- 1991 : L'Huissier, téléfilm français réalisé par Pierre Tchernia, adaptation de la nouvelle éponyme de Marcel Aymé, avec Michel Serrault dans le rôle de Monsieur Malicorne[2].